# 入陣曲
入陣曲是臺灣流行樂團五月天於2013年推出的單曲，由阿信作詞，怪獸作曲，為電視劇《蘭陵王》主題曲。全曲以中國風入題，MV內容圍繞台灣當時諸多重大社會爭議，歌詞對台灣當時政治現象多所影射。

## 音樂錄影帶
〈入陣曲〉的第一版現場Live版音樂錄影帶由瑞門執導，於2013年9月14日首播，取材自2013年8月17日「諾亞方舟世界巡迴演唱會」北京鳥巢站現場。第二版動畫版音樂錄影帶則由邱煥升執導，於2013年9月20日首播，為年度YouTube台灣時事影片點閱排行榜冠軍。全片緊扣台灣近年來重大社會議題，包括美麗灣度假村爭議、大埔事件、反媒體壟斷運動、洪仲丘事件、核四公投、關廠工人連線抗爭、特偵組監聽爭議等，穿插309廢核大遊行、白衫軍運動、關廠工人連線抗爭、818拆政府包圍內政部、大埔四戶強拆現場等畫面，及2013年9月18日被發現落水身亡的大埔迫遷戶張森文照片，最後以紅色油漆大字「入陣去」作結，引起台灣網友熱議。

## 獎項
| 年份 | 單位         | 獎項           | 入圍者 | 結果 |
| ---- | ------------ | -------------- | ------ | ---- |
| 2014 | 第25屆金曲獎 | 最佳年度歌曲獎 | 入陣曲 | 提名 |